# جوایز ضبط ژاپن
جوایز ضبط ژاپن (日本レコード大賞 Nihon Rekōdo Taishō) یک برنامه جوایز موسیقی بزرگ است که به صورت سالانه در ژاپن برگزار می‌شود و از دستاوردهای برجسته موسیقی تقدیر می‌کند. مراسم جوایز ضبط ژاپن در سال ۱۹۵۹ تأسیس شد و یکی از قدیمی‌ترین و معتبرترین جوایز موسیقی در این کشور است.
تا سال ۲۰۰۵، این مراسم در شب سال نو پخش می‌شد اما پس از آن در ۳۰ دسامبر از تی‌بی‌اس ساعت ۱۸:۳۰ (جی‌اس‌تی) پخش شد.